# Baraawe
Baraawe (som. Baraawe; arab. ﺑﺮﺍﻭﻱ, Barawa, Barāwah) – miasto w południowej Somalii nad Oceanem Indyjskim.
W mieście znajduje się port handlowy, dominuje przemysł spożywczy i skórzany. Liczba ludności w 2003 roku wynosiła około 35 tys.
Założone w X wieku jako miasto-państwo. W XVII wieku znalazło się pod władzą sułtanów Omanu, a następnie Zanzibaru. Pod koniec XIX wieku w granicach Somali Włoskiego.